# Giljarovia thoracocornuta
Espèce
Giljarovia thoracocornuta est une espèce d'opilions dyspnois de la famille des Nemastomatidae.

## Distribution
Cette espèce est endémique du Daghestan en Russie. Elle se rencontre vers Gounib.

## Description
La femelle holotype mesure 1,85 mm.

## Systématique et taxinomie
Cette espèce a été décrite par Martens en 2006.

## Publication originale
- Martens, 2006 : « Weberknechte aus dem Kaukasus (Arachnida, Opiliones, Nemastomatidae). » Senckenbergiana Biologica, vol. 86, p. 145–210.